# Dorothy Morris
Dorothy Ruth Morris  (* 23. Februar 1922 in Los Angeles, Kalifornien; † 20. November 2011 in Palm Springs, Kalifornien) war eine US-amerikanische Schauspielerin.

## Leben
Dorothy Ruth Morris wuchs in Los Angeles auf. Sie war die jüngere Schwester der Schauspielerin Caren Marsh-Doll und Tochter eines methodistischen Pfarrers. Sie nahm bei Maria Ouspenskaya Schauspielunterricht und unterzeichnete 1942 für MGM ihren ersten Schauspielvertrag. Unterlag sie noch Donna Reed für die Hauptrolle in The Courtship of Andy Hardy, spielte sie in den Folgejahren in Filmen wie Sieben junge Herzen, Tarzans Abenteuer in New York und Dreißig Sekunden über Tokio mit. In der Regel besetzte sie dabei das Rollenfach des hübschen und gutherzigen Girl Next Doors, eine Ausnahme war ihre Darstellung einer psychisch kranken Frau in dem Filmdrama Frühling des Lebens.
Am 4. April 1943 heiratete Morris den Mathematikprofessor Marvin Moffie, das Paar bekam zwei gemeinsame Kinder. Für die Erziehung ihrer Kinder zog sie sich bereits 1946 wieder aus dem Filmgeschäft zurück. In der zweiten Hälfte der 1950er-Jahre begann sie wieder als Schauspielerin zu arbeiten und übernahm Gastrollen in verschiedenen Fernsehserien sowie ein paar Film-Nebenrollen. Nach einem Gastauftritt in der Serie Dr. med. Marcus Welby zog sie sich 1971 endgültig aus dem Filmgeschäft zurück. Die Ehe mit Moffie wurde 1966 geschieden. Drei Jahre später heiratete sie mit Roger E. Miller einen Pfarrer. Die Ehe wurde 1972 geschieden. Am 20. November 2011 verstarb Morris im Alter von 89 Jahren. Sie spendete ihren Körper der Wissenschaft.

## Filmografie (Auswahl)
- 1941: Her First Beau
- 1941: When Ladies Meet
- 1941: The Chocolate Soldier
- 1941: Rache ist süß (Design for Scandal)
- 1941: Babes on Broadway
- 1942: We Were Dancing
- 1942: The War Against Mrs. Hadley
- 1942: Sieben junge Herzen (Seven Sweethearts)
- 1942: Tarzans Abenteuer in New York (Tarzan’s New York Adventure)
- 1942: Dr. Gillespie’s New Assistant
- 1942: Die ganze Wahrheit (Keeper of the Flame)
- 1943: Und das Leben geht weiter (The Human Comedy)
- 1943: Der Tolpatsch und die Schöne (I Dood It)
- 1943: Cry 'Havoc'
- 1944: None Shall Escape
- 1944: Dreißig Sekunden über Tokio (Thirty Seconds Over Tokyo)
- 1945: Frühling des Lebens (Our Vines Have Tender Grapes)
- 1945: Nachtclub Havanna (Club Havana)
- 1946: Little Miss Big
- 1957: Wenn man Millionär wär’ (The Millionaire, Fernsehserie, Folge 3x29)
- 1958: Macabre
- 1958: Mutter ist die Allerbeste (Donna Reed, Fernsehserie, Folge 1x11)
- 1958: The Power of the Resurrection
- 1959/1962: Tausend Meilen Staub (Rawhide, Fernsehserie, 2 Folgen)
- 1960: Die Unbestechlichen (The Untouchables, Fernsehserie, Folge 1x15)
- 1962: Shannon klärt auf (Shannon, Fernsehserie, Folge 1x33)
- 1966: Der Mann, der zweimal lebte (Seconds)
- 1970: The Name of the Game (Fernsehserie, Folge 3x01)
- 1971: Dr. med. Marcus Welby (Marcus Welby, M.D., Fernsehserie, Folge 2x16)